# Liste der Baudenkmale in Warrenzin
In der Liste der Baudenkmale in Warrenzin sind alle denkmalgeschützten Bauten der Gemeinde Warrenzin (Mecklenburg-Vorpommern) und ihrer Ortsteile aufgelistet. Grundlage ist die Veröffentlichung der Denkmalliste des Kreises Demmin mit dem Stand vom 18. Dezember 1996. 

## Baudenkmale nach Ortsteilen

### Warrenzin
| ID | Lage          | Bezeichnung | Beschreibung                                                                     | Bild |
| -- | ------------- | ----------- | -------------------------------------------------------------------------------- | ---- |
|    | Dorfstraße 26 | Wohnhaus    | 1-geschossiger, 11-achsiger Putzbau von um 1850 mit 2-geschossigem Mittelrisalit |      |
|    | Dorfstraße 38 | Gutshaus    |                                                                                  |      |

### Beestland
| ID | Lage | Bezeichnung                           | Beschreibung                                                                                    | Bild |
| -- | ---- | ------------------------------------- | ----------------------------------------------------------------------------------------------- | ---- |
|    |      | Friedhof mit Glocke                   |                                                                                                 |      |
|    |      | Gutshaus mit Allee und Pflasterstraße | Sanierter, 1-geschossiger, 11-achsiger Putzbau mit 2-geschossigem Mittelrisalit und Krüppelwalm |      |
|    |      | Kriegerdenkmal (auf dem Friedhof)     |                                                                                                 |      |

### Upost
| ID | Lage       | Bezeichnung                | Beschreibung | Bild |
| -- | ---------- | -------------------------- | ------------ | ---- |
|    | Dorfstraße | Niederdeutsches Hallenhaus |              |      |

## Quelle
- Karte der Baudenkmale im Geoportal des Landkreises

- Karte mit allen Koordinaten:
- OSM |
- WikiMap